# Haffnericambria trolmeniensis
Haffnericambria trolmeniensis (лат.) — вид вымерших пятиусток (Pentastomida), описанный по ископаемым остаткам из кембрийского лагерштетта Орстен в Швеции. Единственный вид в роде Haffnericambria.

## Описание
Haffnericambria достигала длины примерно 730 микрометров. По внешнему виду схожа с Boeckelericambria, но без придатков, расположенных рядом со ртом. Головные придатки также гораздо более мелкие и компактные относительно Boeckelericambria. Рудиментарные туловищные придатки не сохранились, на их первоначальное местоположение указывают лишь небольшие углубления. Хотя рот находится на выступе в передней части головы, он очень маленький и, вероятно, нефункциональный. Голова быстро сужается позади придатков, плавно переходя в туловище. Сегменты туловища слегка выпуклы в средней части, однако границы между ними нечёткие. Задняя часть тела не сохранилась, однако, вероятно, она была похожа на таковую у Boeckelericambria. Этот род, наряду с другими пятиусками Орстена, вероятно, является личиночной формой; их взрослые особи, по всей видимости, не сохранились.

## Этимология
Родовое название Haffnericambria дано в честь K. von Haffner, а также в связи с кембрийским возрастом окаменелости. Видовое название trolmiensis относится к типовому местонахождению Тролмен (Trolmen).